# Schlacht bei Rudolfswerth

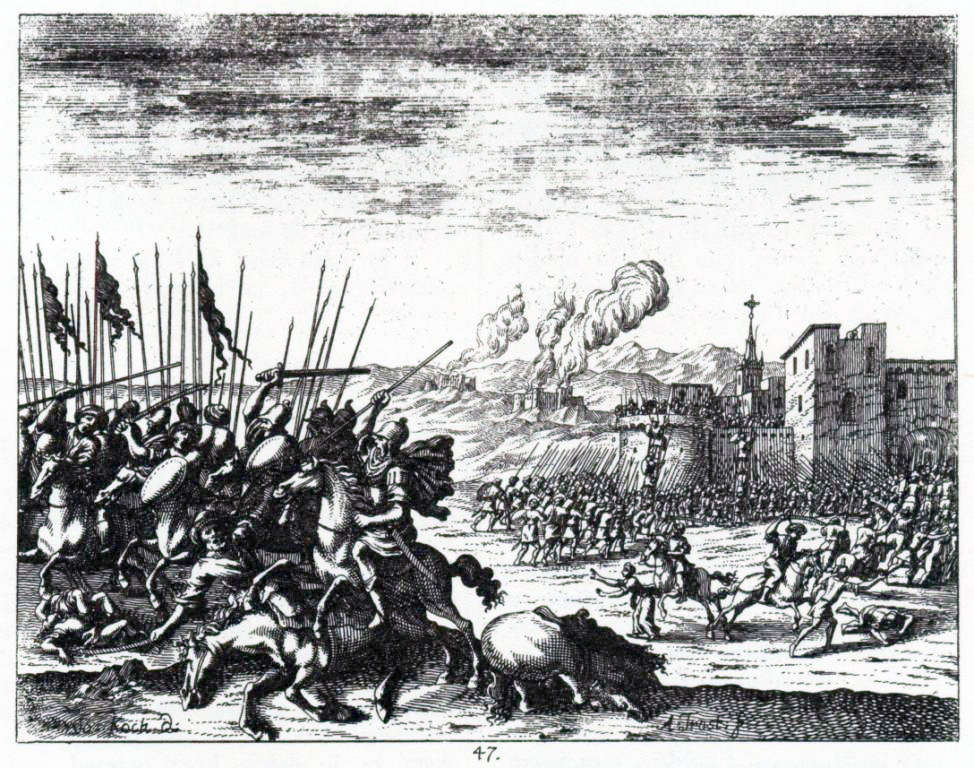
Eine Schlacht, die so nicht stattfand: Kampf zwischen Österreichern und Türken, angeblich 1431 in Krain (Darstellung nach Valvasor, 1689)

In einer Schlacht bei Rudolfswerth soll ein innerösterreichisches Aufgebot 1429 oder 1431 osmanische Streiftrupps besiegt haben. Die Historizität der Schlacht ist nicht belegt.

## Angebliche Türkeneinfälle in Krain
Historisch zweifelsfrei belegt sind sogenannte Türkeneinfälle in Krain (Slowenien), Steiermark und Kärnten nicht vor 1469, dennoch hielten sich lange Zeit auch Überlieferungen vermeintlich früherer Angriffe osmanischer Türken auf österreichisches bzw. Reichsgebiet. Noch während des innerosmanischen Bürgerkriegs seien eigenmächtig agierende Streiftrupps osmanischer Grenzkommandeure durch Bosnien und (das damals zu Ungarn gehörende) Kroatien hindurch erstmals in Krain eingefallen, hätten am 9. Oktober 1408 die Städte Möttling (heute Metlika) und Tschernembl (heute Črnomelj) geplündert und niedergebrannt sowie Tausende Einwohner als Gefangene verschleppt. Obwohl sich die Osmanen dafür 480 Kilometer von ihrer nächstliegenden Versorgungsbasis hätten entfernen müssen und obwohl dies allein Johann Valvasor behauptete, wurde Valvasors Behauptung vor allem von Krainer und slowenischen Geschichtsschreibern übernommen. Slowenischen Historikern zufolge seien von 1408 bis 1508 fast 200.000 Einwohner Innerösterreichs als Sklaven ins Osmanische Reich verschleppt worden. Ein erneuter Einfall 1411 soll Besitzungen des Deutschen Ordens in Möttling und Tschernembl zerstört haben, die Schadensberichte von 1411 beziehen sich aber möglicherweise auf damals noch anhaltende Nachwirkungen des Angriffs von 1408.
Wahrscheinlicher sind für Mai und August 1415 überlieferte Angriffe, obwohl (oder gerade weil) Valvasor solche Angriffe nicht erwähnte. Osmanisch-türkische Streiftrupps seien nach Siegen in Bosnien damals (erneut) in Krain eingefallen und nicht nur bis Laibach (heute Ljubljana) vorgedrungen, sondern auch bis an die Grenzen des Patriarchats Aquileia bzw. an die Grenzen der Steiermark. In den Annalen der zum Patriarchat gehörenden Stadt Udine fand sich dazu passende Korrespondenz zwischen dem Rat der Stadt und dem Patriarchen über die drohende Gefahr und Verteidigungsvorbereitungen. Valvasor erwähnte für 1416 einen Ungarneinfall bis nach Billichgrätz (heute Polhov Gradec, nahe Laibach/Ljubljana), spätere Autoren machten auch daraus einen Türkeneinfall.
Hieronymus Megiser hatte stattdessen behauptet, der erste osmanische Einfall in Innerösterreich sei erst 1418 erfolgt und statt Krain habe er die Steiermark betroffen. In einer von Megiser erfundenen und von Valvasor nacherzählten Schlacht bei Radkersburg seien im Oktober 1418 die Türken angeblich vernichtend geschlagen worden. Spätere Historiker wie Heinrich Hermann, Franz Ilwof und Hans Pirchegger konnten diese Türkenschlacht anhand der von Megiser und Valvasor bemühten Quellen als Geschichtsfälschung entlarven. Statt der Türken hatten damals Ungarn die Steiermark verheert, und Megiser habe den Ungarneinfall später einfach zu einem Türkeneinfall umgedichtet. Trotz eines 1419 zwischen Ungarn und Osmanen geschlossenen und mehrfach verlängerten bzw. erneuerten Waffenstillstands seien osmanische Truppen 1425 erneut in Kroatien und Krain eingefallen und bis in die Umgebung Laibachs vorgedrungen, doch selbst Megiser und Valvasor erwähnten solche Einfälle nicht. Möglicherweise war in jenen Jahren nur Kroatien betroffen.
Megiser zufolge sei es (erst) 1431 zu einem Türkeneinfall in Krain und zu einem erneuten Sieg über die Türken in einer Schlacht bei Rudolfswerth (Neustadtl, heute Novo mesto) gekommen. Bereits Valvasor bzw. sein Mitarbeiter Erasmus Francisci hielten zwar 1429 für wahrscheinlicher, historisch belegt ist aber auch das nicht. Rudolfswerth stand damals – anders als die übrige Krain – nicht unter direkter Herrschaft der österreichischen Habsburger, sondern war noch an die mit den Habsburgern rivalisierenden Grafen von Cilli verpfändet. In der Cillier Chronik wurden allerdings weder eine Türkenschlacht noch eine Belagerung für 1429 oder 1431 erwähnt.

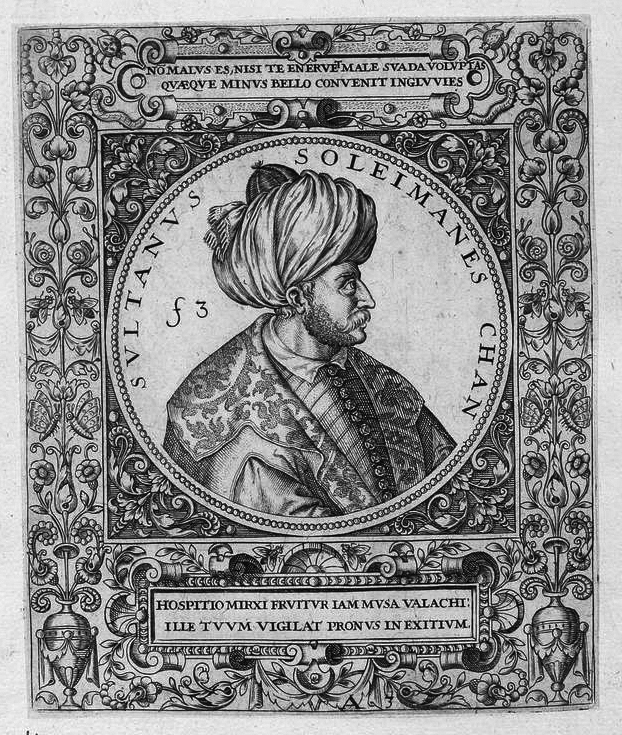
In die Regierungszeit Süleymans fällt der Türkeneinfall von 1408
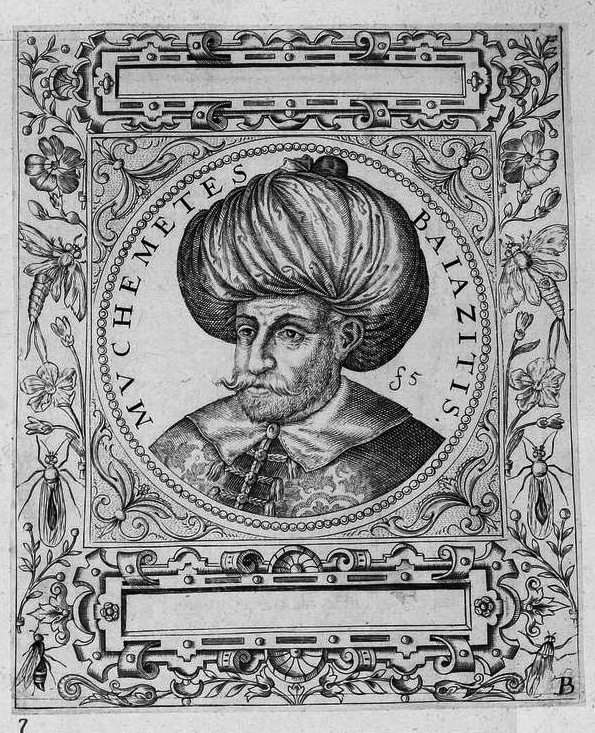
In die Regierungszeit Mehmeds I. fällt der Türkeneinfall von 1415
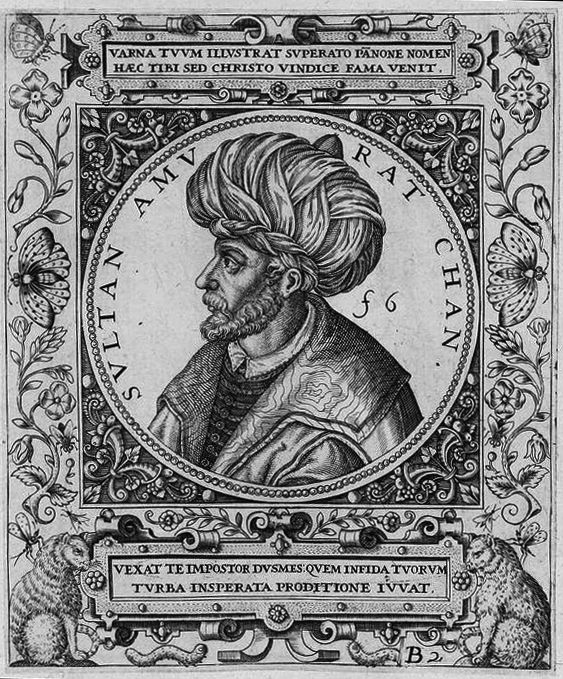
Unter Murad II. seien Türken 1429 bzw. 1431 in Krain eingefallen

## Schilderung der Schlacht
Obwohl Megiser den angeblichen Türkeneinfall und die angebliche Schlacht von Rudolfswerth eigentlich auf 1431 datiert hatte, verlegten einige Nacherzählungen das schon auf 1425, 1428, 1429 oder 1430. (Selbst Megiser war uneindeutig geblieben, in der Kapitelüberschrift hatte er 1429, im Kapiteltext 1431 geschrieben.)
Megiser und Valvasor zufolge sollen 8.000 (nach anderen Angaben 10.000) Türken die Kupa überschritten und in Krain eingefallen sein, Möttling überrannt, die Einwohner ermordet bzw. als Gefangene mitgeschleppt und die Stadt niedergebrannt haben. Danach seien sie gegen Rudolfswerth gezogen und hätten mit der Belagerung auch dieser Stadt begonnen. (Die üblicherweise für solche Streifzüge berüchtigten „Renner und Brenner“ waren zumeist berittene, sonst aber nur leichtbewaffnete Bogenschützen und für Belagerungen von befestigten Städten eher ungeeignet.) Der Krainer Landeshauptmann Ulrich Schenk von Osterwitz (Ulrik Šenk Ostroviški) habe in Laibach eilig ein Entsatzheer aufgestellt, dem sich ein Kärntner Aufgebot unter deren Landeshauptmann Stephan (Stefan) Graf von Montfort-Bregenz und auch steirische Hilfstruppen angeschlossen hätten. Welcher der beiden Landeshauptleute den Oberbefehl gehabt habe, ist nicht eindeutig überliefert worden. Insgesamt sei das innerösterreichische Aufgebot nur 4.000 Mann stark gewesen, habe aber nach langem wechselhaften Kampf die Türken zurückgeschlagen und die Hälfte von ihnen getötet. Erst die Geschütze der Krainer und Kärntner sollen die Schlacht entschieden haben. Nach anderen Angaben hätten die Türken nach drei verlustreichen Tagen die Belagerung abgebrochen und sich (kampflos) zurückgezogen, als sich das Entsatzheer näherte.

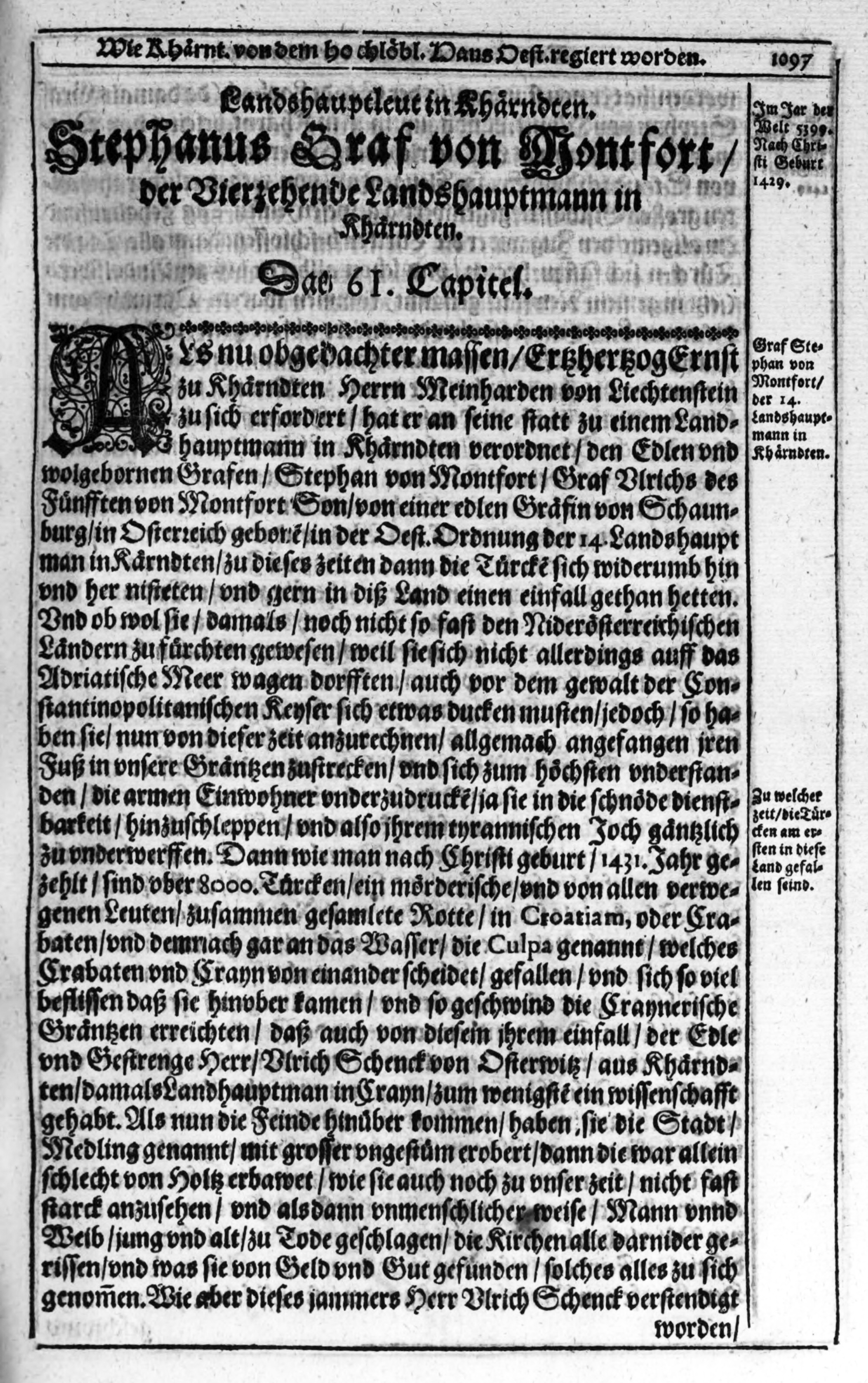
Anfang des Kapitels über den vermeintlichen Türkeneinfall von 1431 in Megisers Annales Carinthiae (1612)
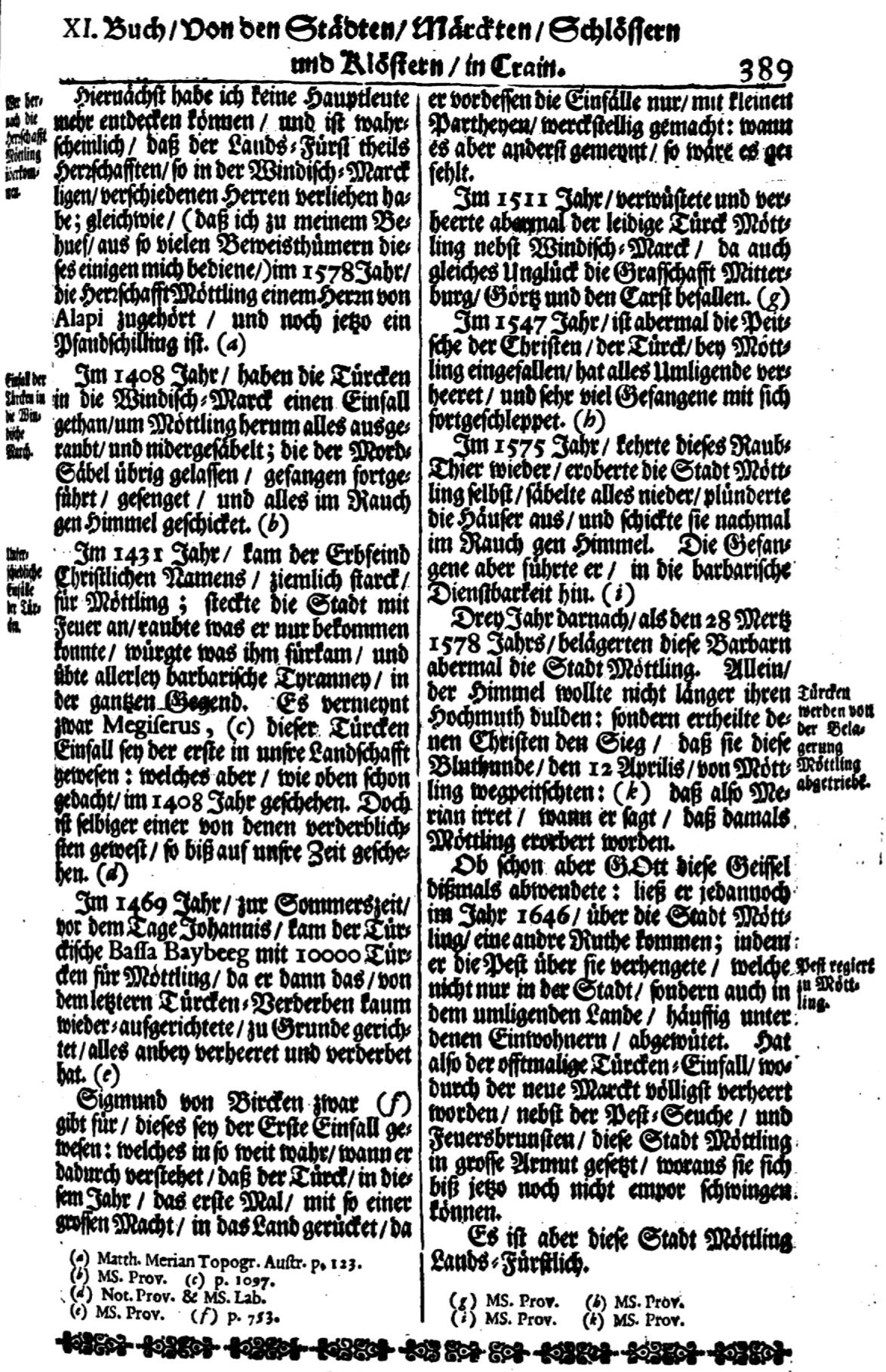
Valvasors Vordatierung des Türkeneinfalls in Deß Hochlöblichen Hertzogthums Crain Beschreibung (1689)
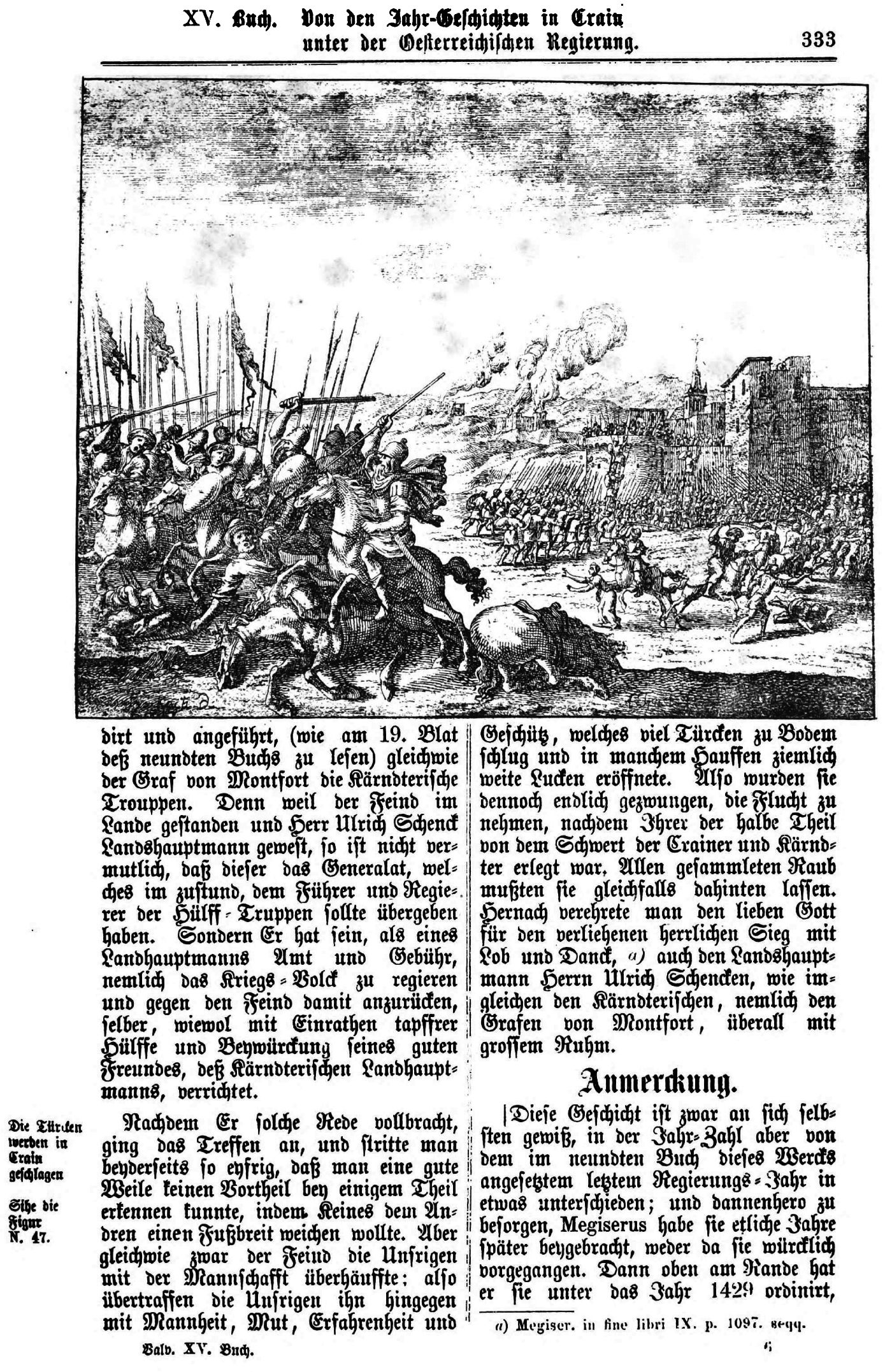
Valvasors Darstellung (und Anmerckung zu Megisers Jahreszahl) in Ehre des Herzogthums Krain (1689)

## Historisch-kritische Zweifel
Über eine Schlacht gegen osmanische Türken bei Rudolfswerth berichteten weder Zeitzeugen noch andere Chronisten des 15. Jahrhunderts. Auch Chroniken wie der im 16. Jahrhundert von Johann Jakob Fugger zusammengestellte Spiegel der Ehren des [...] Ertzhauses Oesterreich erwähnten noch keine Türkenschlacht. Noch im 17. Jahrhundert erwähnte der steirische Chronist Martin Zeiller nur eine Plünderung Möttlings, nicht aber eine Türkenschlacht bei Rudolfswerth („Rudolphsworth“). Über eine solche Schlacht erzählten erst spätere Autoren und Chroniken des 17. Jahrhunderts. Alle Schilderungen der Schlacht und Überlieferungsketten gehen offenbar auf Megiser und Valvasor zurück, wobei bereits Valvasor (bzw. Francisci) relativierende „Anmerkungen“ machte und die Datierung „korrigierte“. Schon zu Beginn des 18. Jahrhunderts hatten die Kirchenhistoriker Anton Steyerer, Markus Hansiz und Erasmus Fröhlich erstmals einige Werke Megisers als unhistorisch eingestuft.  Dennoch wurden Megisers und Valvasors Darstellungen im 18. Jahrhundert von Aquilinus Caesar und auch noch im 19. Jahrhundert von Joseph von Hammer-Purgstall, Albert von Muchar und Peter von Radics ab- und fortgeschrieben.

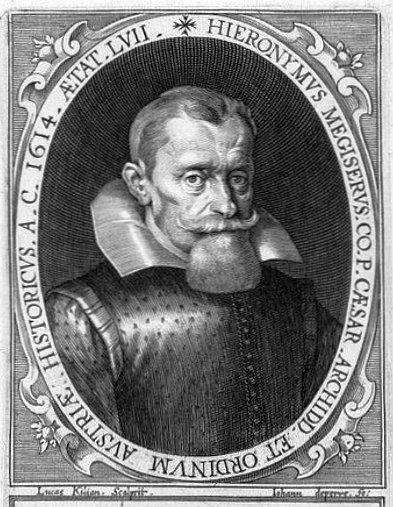
Hieronymus Megiser
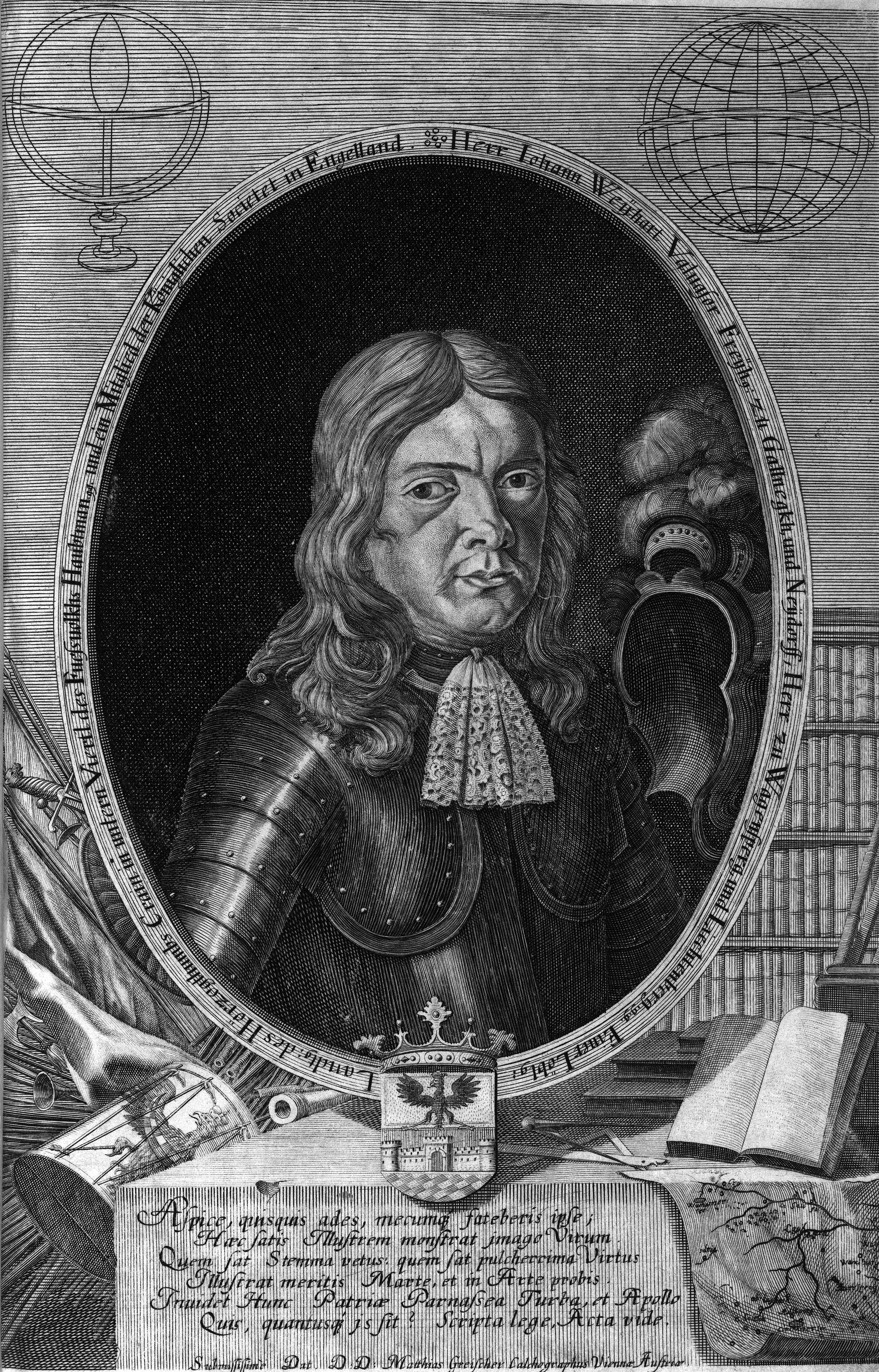
Johann Valvasor
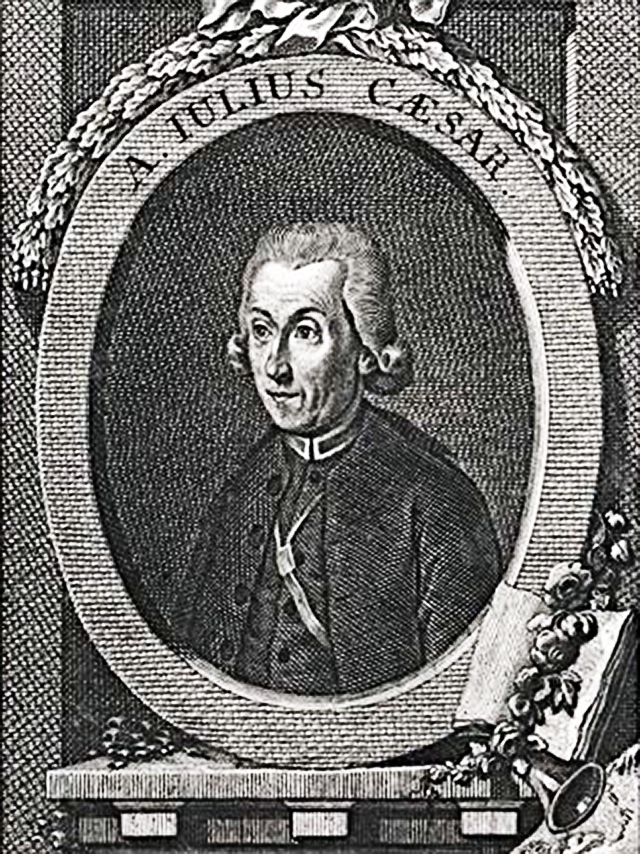
Aquilinus Caesar

Heinrich Hermann, August Dimitz und Fran Levec, die bereits Megisers angebliche Schlacht von Radkersburg angezweifelt hatten, wiesen zumindest auf Ungereimtheiten auch bei Rudolfswerth hin. Sie zeigten auf, dass die beiden vermeintlichen Haupthelden nicht in die Zeit der angeblichen Schlacht passten. Zwar hatte es mit Hugo von Montfort bis 1415 einen Landeshauptmann der Steiermark gegeben, niemals aber war Stephan oder irgendein anderer Graf von Montfort Landeshauptmann von Kärnten. Zudem sei Stephan von Montfort damals noch zu jung für ein solches Amt gewesen. Muchar erwähnte Montfort daher nur als Teilnehmer der Schlacht, nicht als Landeshauptmann. Der Krainer Landeshauptmann wiederum, Ulrich Schenk von Osterwitz, der schon beim Türkeneinfall 1415 amtierte, war Ende 1429 gestorben. Vinzenz Klun vermutete, dass Megiser statt Ulrich dessen Sohn und Amtsnachfolger Jobst Schenk von Osterwitz gemeint haben könnte. Hammer legte sich nicht fest, verzichtete auf den Vornamen und nannte den Landeshauptmann einfach nur Schenk von Osterwitz (Ostroviz). Dimitz und Levec hielten es eher für möglich, dass ein Türkeneinfall statt 1431 dann eben schon 1429 oder sogar 1425 stattgefunden haben könnte – aber zumindest Levec erwähnte nicht explizit auch eine Türkenschlacht. (Sein Namensvetter, der Historiker Wladimir Levec, beschrieb zwar türkische Angriffe auf Möttling 1408, 1411 und 1415 sowie ab 1469 auch Angriffe auf Rudolfswerth, erwähnte aber zwischen 1415 und 1469 überhaupt keinen Türkeneinfall in Krain.)

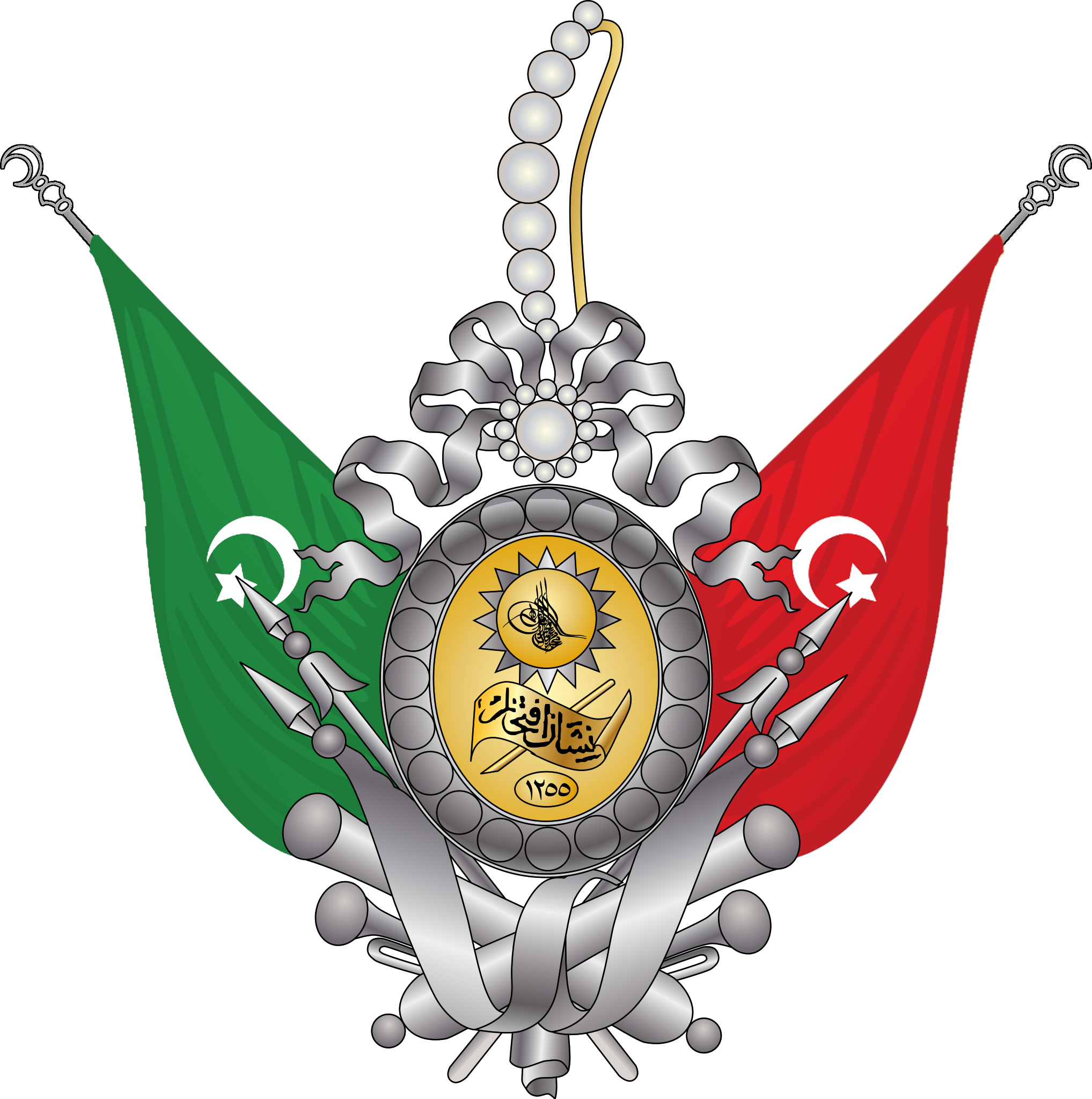
Einen Großwesir Ali Pascha gab es nur bis 1406 unter Süleyman, nicht unter Murad II.
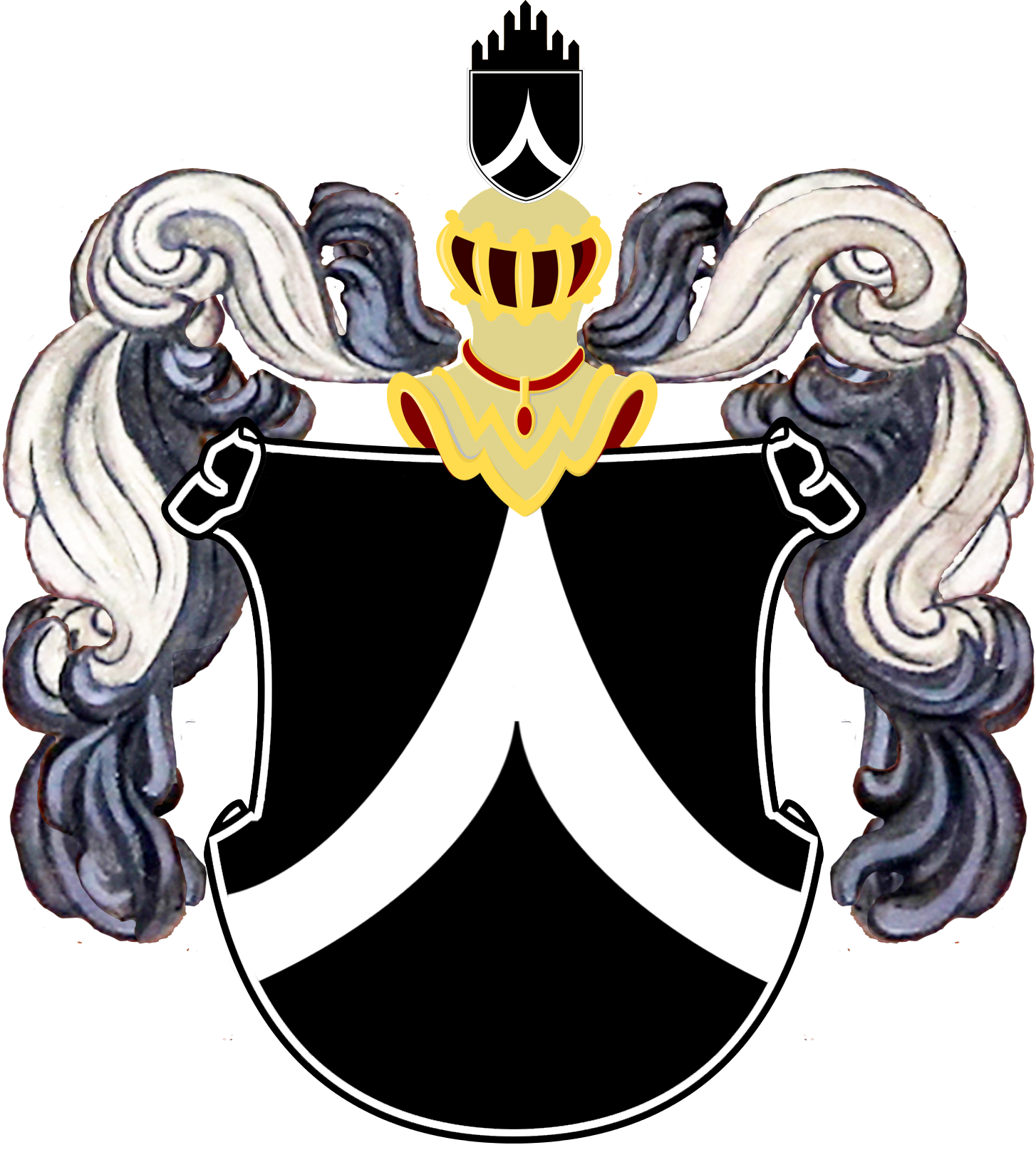
Ulrich Schenk von Osterwitz starb 1429, kann also 1431 nicht mehr gekämpft haben
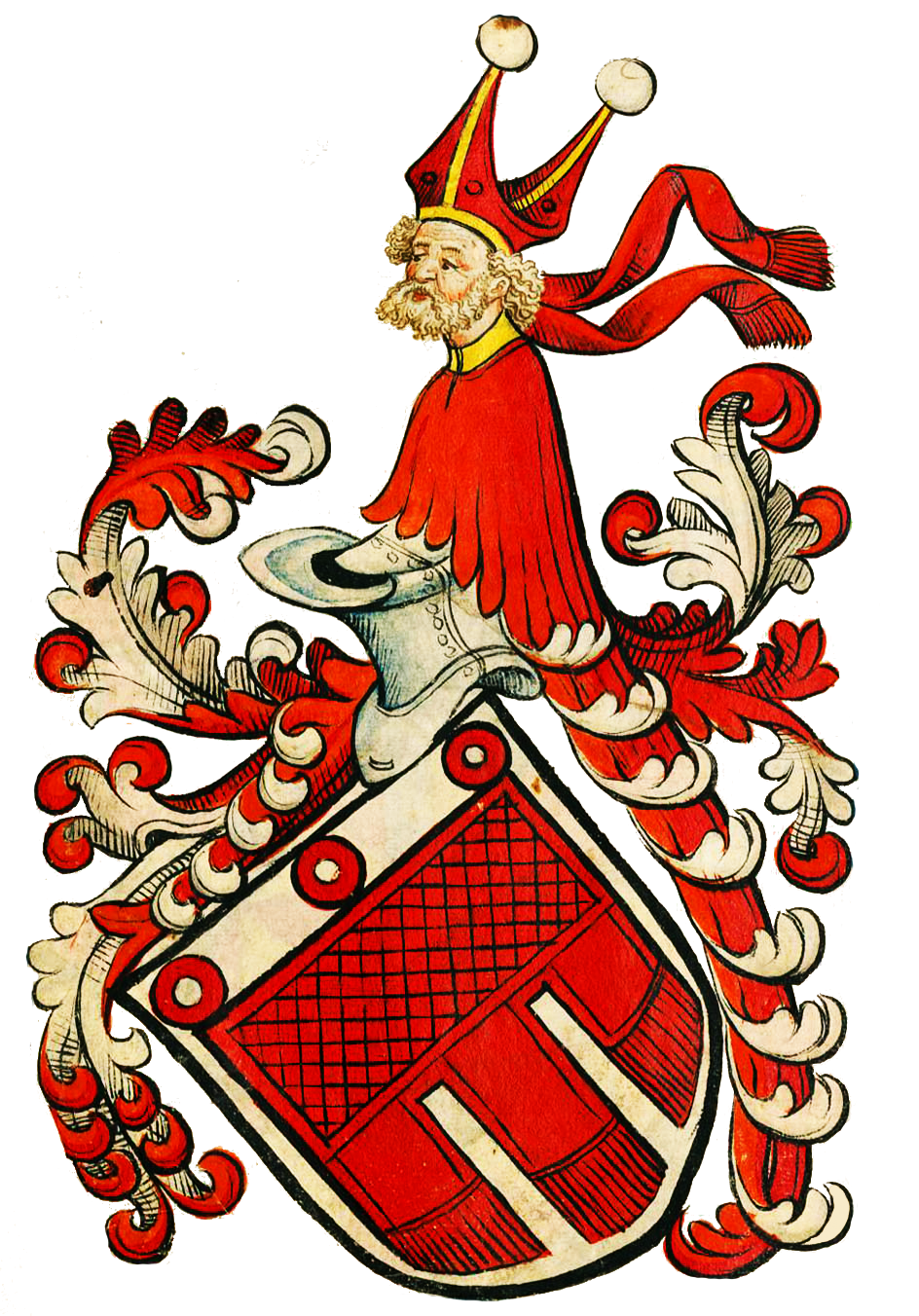
Ein Graf von Montfort war Landeshauptmann der Steiermark bis 1415, aber nie von Kärnten

Ebenso zweifelhaft wie die Angaben über die Sieger sind auch die über den Verlierer der angeblichen Schlacht. Klun behauptete, die Türken seien vom Großwesir Ali Pascha selbst befehligt worden, doch zwischen 1425 und 1431 ist kein Großwesir, Wesir oder Pascha namens Ali überliefert – und auch kein Beylerbey von Rumelien oder Sandschakbey von Üsküb (heute Skopje, Nordmazedonien) dieses Namens.

„Leider müssen wir die Erzählungen von den Siegen über die Osmanen bei Radkersburg (1418) und Rudolfswerth (1429) in das Gebiet der ausschmückenden Sage verweisen.“

Ilwolf, dem Megiser schon wegen der vorangegangenen Geschichtsfälschungen „verdächtig“ war, schlussfolgerte, dass die von Megiser erzählten Türkeneinfälle 1431 in Krain und 1492 in Kärnten ebenso zweifelhaft waren wie der Türkeneinfall in die Steiermark und die Schlacht von Radkersburg und somit auch die angeblichen Türkenschlachten bei Rudolfswerth und Villach (1492) nicht stattgefunden haben konnten.

„Es ist bemerkenswert, daß somit jedes der drei innerösterreichischen Länder seinen zweifelhaften, angeblichen Türkeneinfall hat – Steiermark den von 1418, Krain den von 1431 und Kärnten also den von 1492. […] Sollten wir noch auf Einzelheiten eingehen, so wäre nur zu bemerken, dass die Einfälle der Türken in Steiermark 1418, die Schlacht bei Radkersburg und die Schlacht bei Villach 1492, historisch ebenso unhaltbar und Erfindungen Megisers sind, wie der angebliche Einfall in Krain 1431.“

Anders als für Ilwof war für Pirchegger und Leopold von Beckh-Widmannstetter die dritte von Megiser & Co. erfundene Türkenschlacht (neben denen von Radkersburg und Villach) nicht die von Rudolfswerth, sondern jene von Fernitz bei Graz (1532). Während Ilwof eine Schlacht bei Fernitz bereits anzweifelte, aber zumindest noch für möglich hielt, entlarvte Pirchegger auch das später als eine Sage.
Seit dem 20. Jahrhundert wurde von verschiedenen Historikern angenommen, Megiser habe Türkeneinfälle und Türkenschlachten im Auftrag des innerösterreichischen Regionaladels erfunden. Megiser, der im Dienste verschiedener Adelsfamilien stand, habe durch erfundene Heldentaten in erfundenen Schlachten den mit dem Kaiser konkurrierenden Regionaladel hervorheben und in ein besseres Licht stellen wollen. Anders als einige Krainer und slowenische Historiker haben vor allem ihre Steirer und Kärntner Berufskollegen die Historizität der von Megiser behaupteten Türkeneinfälle wiederholt zurückgewiesen. Megisers und Valvasors angebliche Türkenschlachten von Radkersburg, Rudolfswerth, Villach und Fernitz sind seitdem zumindest aus österreichischen und deutschsprachigen Geschichtsbüchern weitgehend verschwunden; während die Türkeneinfälle von 1408 und 1415 in Krain teilweise bis ins 21. Jahrhundert überliefert wurden.

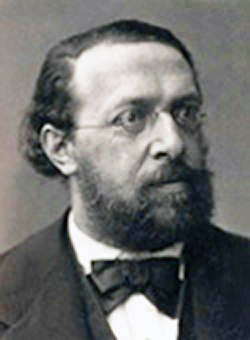
Franz Ilwof (StLA, Sammlung Bude)
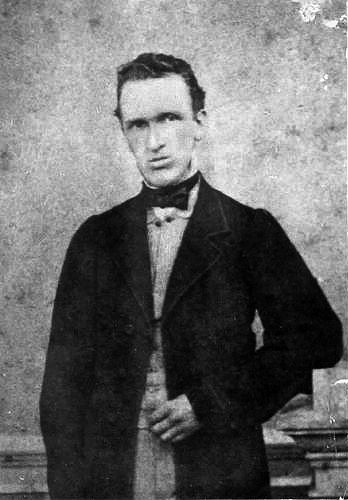
August Dimitz
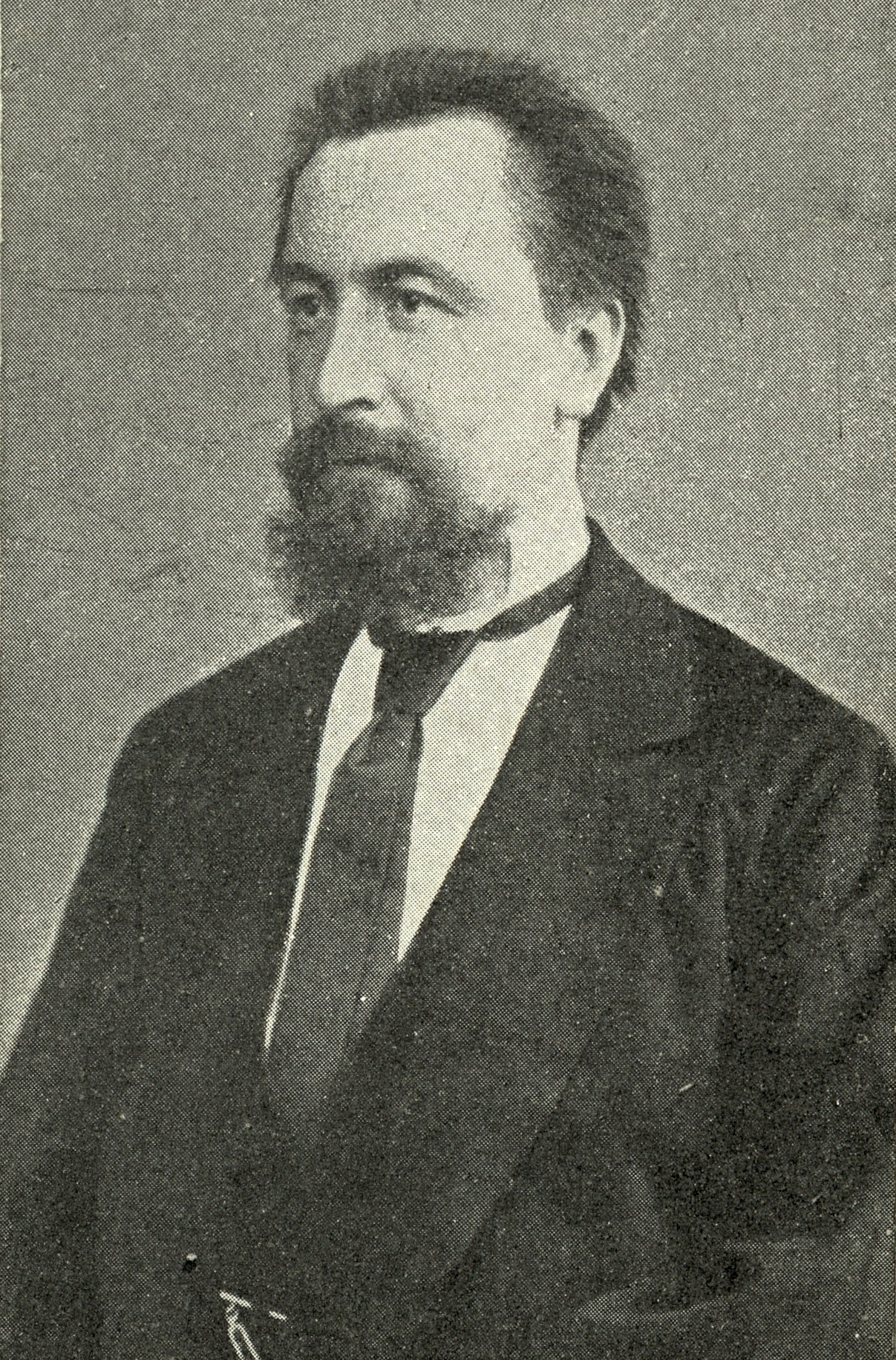
Fran Levec

## Belagerung Rudolfwerths

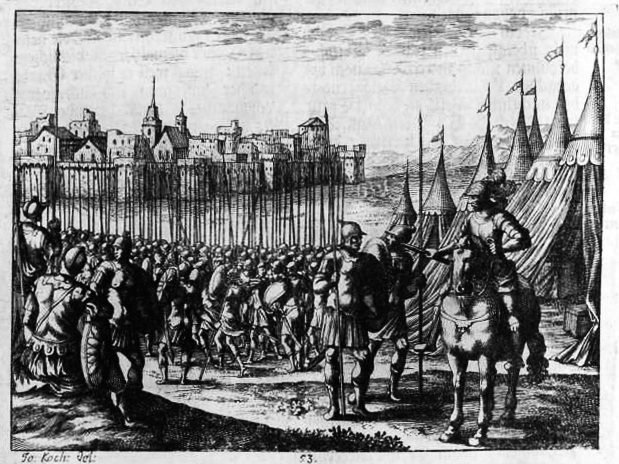
Rudolfswerth wurde 1435 durch die Cillier belagert (Darstellung nach Valvasor)

In den 1430er und 1440er Jahren war Rudolfswerth tatsächlich umkämpft. Krain hatte zuvor unter der Herrschaft des habsburgischen Herzogs Wilhelm gestanden, danach unter der von Wilhelms Bruder Ernst I. Nach Ernsts Tod hatte Ernsts Bruder Friedrich (IV.) die Regentschaft für Ernsts Söhne Friedrich (V.) und Albrecht übernommen und 1431 auch Rudolfswerth zurückerhalten. Ab 1435 riss Ernsts Sohn Friedrich (mit Hilfe des Landeshauptmanns Jobst Schenk von Osterwitz) die Alleinherrschaft an sich, woraufhin sich Albrecht mit den Cilliern verbündete. Gemeinsam belagerten die (von Jan Vitovec befehligten) Cillier und Albrechts Söldner Rudolfswerth und Laibach vergeblich. Erst 1443 wurde Frieden geschlossen, doch schon 1446 fielen die Ungarn in die Untersteiermark (Südsteiermark), Krain und Kärnten ein und wurden von Vitovec zurückgeschlagen. In ungarischem Sold standen damals offenbar auch türkische Hilfstruppen, denen einige der beim Ungarneinfall angerichteten Verheerungen und Gräueltaten später zugeschrieben wurden.